# Mehakelegnaw
Mehakelegnaw (o Tigrè centrale) è una delle zone amministrative in cui è suddivisa la Regione dei Tigrè in Etiopia.

## Woreda
La zona è composta da 22 woreda:
1. Abergele
2. Abi Adi town
3. Adet
4. Adwa
5. Adwa town
6. Aheferom
7. Ahsea
8. Axum town
9. Chila
10. Edaga arbi
11. Egela
12. Emba Sieneti
13. Endafelasi
14. Enticho town
15. Hahayle
16. Keyhe tekli
17. Kola Temben
18. Laelay Maychew
19. Naeder
20. Rama
21. Tahtay Mayechew
22. Tanqua Melashe